# Кинонаграда MTV Russia за лучшую драку или сражение
Кинонаграда MTV Russia за лучшую драку или сражение вручалась ежегодно каналом MTV Россия с 2006 по 2009 года.

## Список лауреатов и номинантов
★ Победители выделены цветом. 
| Год  | Церемония | Драка или сражение                                                                                              | Фильм                           | Режиссёр              |
| ---- | --------- | --- | ------------------------------- | --------------------- |
| 2006 | 1-я       | ★ Последний бой против «духов»                                                                                  | «9 рота»                        | Фёдор Бондарчук       |
| 2006 | 1-я       | • Артём Колчин против инкассаторов, ограбление банка вслепую                                                    | «Бой с тенью»                   | Алексей Сидоров       |
| 2006 | 1-я       | • Егор против Светланы, сцена с шарами                                                                          | «Дневной Дозор»                 | Тимур Бекмамбетов     |
| 2006 | 1-я       | • Группа конвоируемых зеков бежит из вагона                                                                     | «Побег»                         | Егор Кончаловский     |
| 2006 | 1-я       | • Эраст Фандорин против Перепелкина, развязка в Стамбуле                                                        | «Турецкий гамбит»               | Джаник Файзиев        |
| 2007 | 2-я       | ★ Волкодав и Лучезар против Жадобы; финальный бой                                                               | ★ «Волкодав из рода Серых Псов» | Николай Лебедев       |
| 2007 | 2-я       | • Кир против тылового начальника по финансам; хромой солдат зарубает шашкой вороватого военного чиновника       | «Живой»                         | Александр Велединский |
| 2007 | 2-я       | • Старец Анатолий против беса в мирянке Насте; сцена изгнания беса                                              | «Остров»                        | Павел Лунгин          |
| 2007 | 2-я       | • Драка в переполненной тюремной камере: дети против совершеннолетней урлы                                      | «Сволочи»                       | Александр Атанесян    |
| 2007 | 2-я       | • Хоттабыч против Шайтаныча в виртуальной реальности                                                            | «}{0ТТ@БЬ)Ч»                    | Пётр Точилин          |
| 2008 | 3-я       | ★ Гудвин против Скифа                                                                                           | «Параграф 78: Фильм второй»     | Михаил Хлебородов     |
| 2008 | 3-я       | • Артем против Валиева: яростная схватка с применением фурнитуры и колюще-режущих предметов                     | «Бой с тенью 2: Реванш»         | Антон Мегердичев      |
| 2008 | 3-я       | • Агент Мари против террориста Палача в бункере                                                                 | «Код Апокалипсиса»              | Вадим Шмелёв          |
| 2008 | 3-я       | • Темуджин против солдат хана Джамухи                                                                           | «Монгол»                        | Сергей Бодров-ст.     |
| 2008 | 3-я       | • Русские бабы, выскочив из чащи в косынках и платьях, закалывают рогатинами группу вооруженных шведских солдат | «Слуга государев»               | Олег Рясков           |
| 2009 | 4-я       | ★ Контрнаступление советских солдат                                                                             | «Мы из будущего»                | Андрей Малюков        |
| 2009 | 4-я       | • Российский миноносец «Сибирский стрелок» заманивает на минное поле                                            | «Адмиралъ»                      | Андрей Кравчук        |
| 2009 | 4-я       | • Князь Александр Ярославович против шведского рыцаря во время Невской битвы                                    | «Александр. Невская битва»      | Игорь Каленов         |
| 2009 | 4-я       | • Максим против банды на выходе из кафе                                                                         | «Обитаемый остров»              | Фёдор Бондарчук       |
| 2009 | 4-я       | • Степан против Докера: схватка на трассе                                                                       | «Стритрейсеры»                  | Олег Фесенко          |